# Jeremy Soule
Jeremy Soule (født 19. december 1975 i Keokuk, Iowa) er en amerikansk komponist, som har skrevet soundtrack til flere film, tv-serier og computerspil.
Han er mest kendt for sit arbejde med The Elder Scrolls-serien, Guild Wars-serien, og flere andre bestsælgende spiltitler som Total Annihilation, Neverwinter Nights, Dungeon Siege og Harry Potter, og er blevet beskrevet som "John Williams indenfor spilmusik".
Han siges at have opnået hvad der svarer til en kandidatgrad i komposition, før han fuldførte high school, men han har aldrig modtaget et diplom. I 1994 blev han ansat i Square, hvor han komponerede soundtracket til Secret of Evermore. Senere forlod han firmaet for at arbejde for Humongous Entertainment, hvor han komponerede for flere børnespil, og Total Annihilation, hans første prisvindende projekt. Siden 2000 har han arbejdet i sit eget produktionsselskab, Soule Media, hvor igennem han har skabt flere prisvindende soundtrack, som Icewind Dale, The Elder Scrolls III: Morrowind, The Elder Scrolls IV: Oblivion og The Elder Scrolls V: Skyrim.
I 2005 oprettede han DirectSong, et pladeselskab som publicerer digitale DRM-fri versioner af hans soundtracks, så vel som de klassiske kompositioner.